# Сарымоин
Сарымои́н (Сарымойы́н) — бессточное солёное озеро в Наурзумском районе Костанайской области Казахстана.
Озеро расположено в центральной части Тургайской ложбины, в междуречье Тобола и Тургая.
Размеры и глубина водоёма весьма переменчивы. Площадь поверхности в нормальном состоянии составляет 126 км², длина — 21,4 км, ширина — 6,2 км. Наибольшая глубина — 1,2 м. Годовые колебания уровня воды достигают 2 м.
Берега сильно расчленённые, в особенности на севере и западе. Питание снеговое и подземное.
Берега часто затапливаются и зарастают тростником. В водоёме обитают сом, окунь, сазан.
В озеро впадает река Ащису. В многоводные годы озёра Сарымоин и Жарколь соединяются.
Водоём входит в состав Наурзумского заповедника.